# Hjolderup
Hjolderup er en lille landsby i Aabenraa Kommune, ved Sekundærrute 179, 3½ km nordvest for Bolderslev og 3½ km vest for Hjordkær. Hjolderup ligger i Bjolderup Sogn og omfatter 10 nedlagte landbrugsejendomme.
Den 273 ha store solcellepark Solar Park Kassø omgiver næsten fuldstændigt landsbyen.
|  | Denne artikel om lokaliteten Hjolderup kan blive bedre, hvis der indsættes et (bedre) billede. Du kan hjælpe ved at afsøge Wikimedia Commons for et passende billede eller lægge et op på Wikimedia Commons med en af de tilladte licenser og indsætte det i artiklen. |

55°01′05″N 9°14′52″Ø / 55.018°N 9.2479°Ø